# Вірі-Шатійон (футбольний клуб)
«Вірі-Шатійон» (фр. ES Viry-Châtillon) — французька футбольна команда, яка базується в Вірі-Шатійон. Клуб був заснований у 1958 році. Найвідомішим гравцем в історії клубу є Тьєррі Анрі.